# Dragrodd
Dragrodd, att ro drag, är en typ av sportfiske där beten dras efter en båt med hjälp av åror. En variant heter trolling (ett engelskt uttryck med franskt ursprung), och då använder man en båtmotor.
Draget består av en lina med vinda, sänke, tafs och krok. Vid modern trolling använder man ofta paravaner för att sprida flera beten i sidled om båten samt djupriggar för att göra detsamma på djupet. På Vänern, Vättern och i flera andra sjöar är antalet spön man använder begränsat enligt lokala regler, som regel är det 10 stycken spön per båt, i Östersjön finns inga sådana begränsningar. Man använder mängden spön och beten för att skapa stimeffekt då den tilltänkta fångsten som regel äter stimbildande betesfisk såsom siklöja, nors eller sill. Fångstmetoden härstammar från Nordamerika och har blivit mycket populär i Norden de senaste 20 åren, framförallt i de stora sjöarna samt i Östersjön. Lax och öring är de vanligaste arterna man fångar på detta sätt. När det gäller beten så är det antingen wobbler eller trollingskedar som de flesta använder. Användandet av betesfisk har dock ökat lavinartat de senaste åren, framförallt så är det en utpräglad metod i Finland.
I Bohuslän och Halland på västkusten finns en variant som heter dörjning. 